# Double portrait

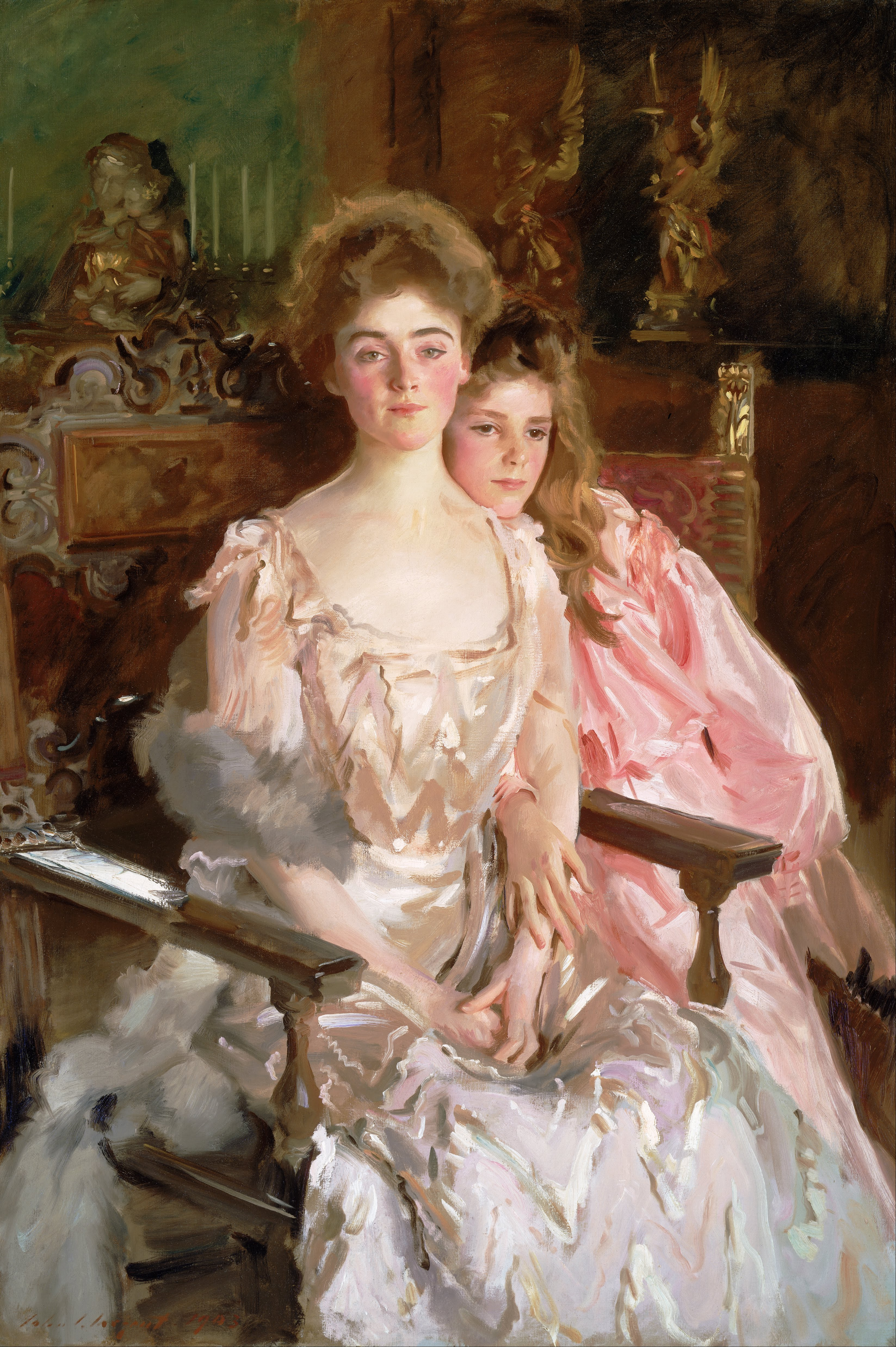
Gretchen Osgood Warren et sa fille Rachel par John Singer Sargent en 1903.

Un double portrait est un portrait représentant l'un à côté de l'autre deux individus généralement liés au sein d'un même couple, d'une même famille ou d'une amitié partagée. On parle de portrait de groupe lorsque davantage de personnes viennent à figurer dans la composition.

## Peinture

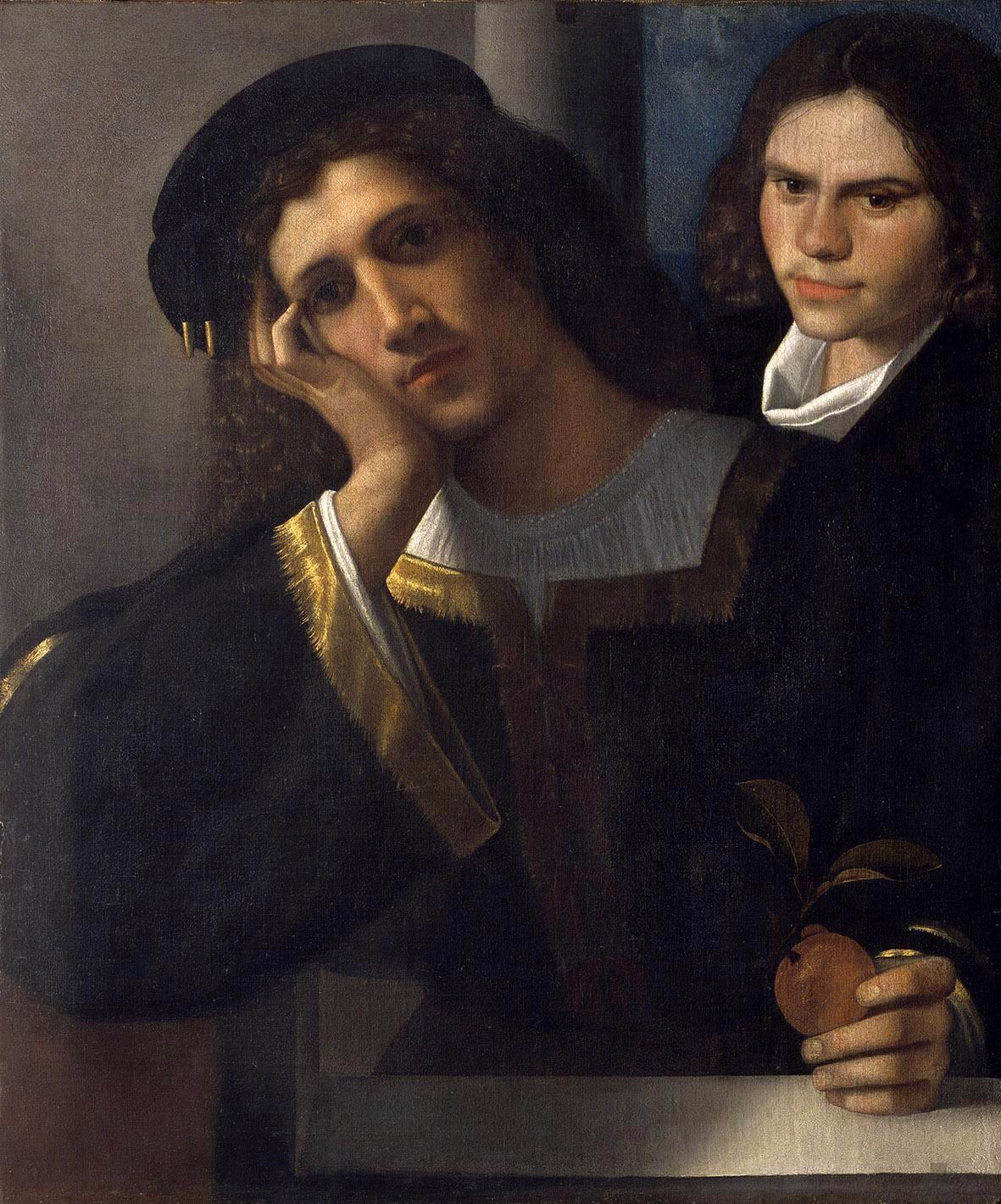
Double Portrait, par Giorgione en 1503.
Les Ambassadeurs, par Hans Holbein le Jeune en 1533.
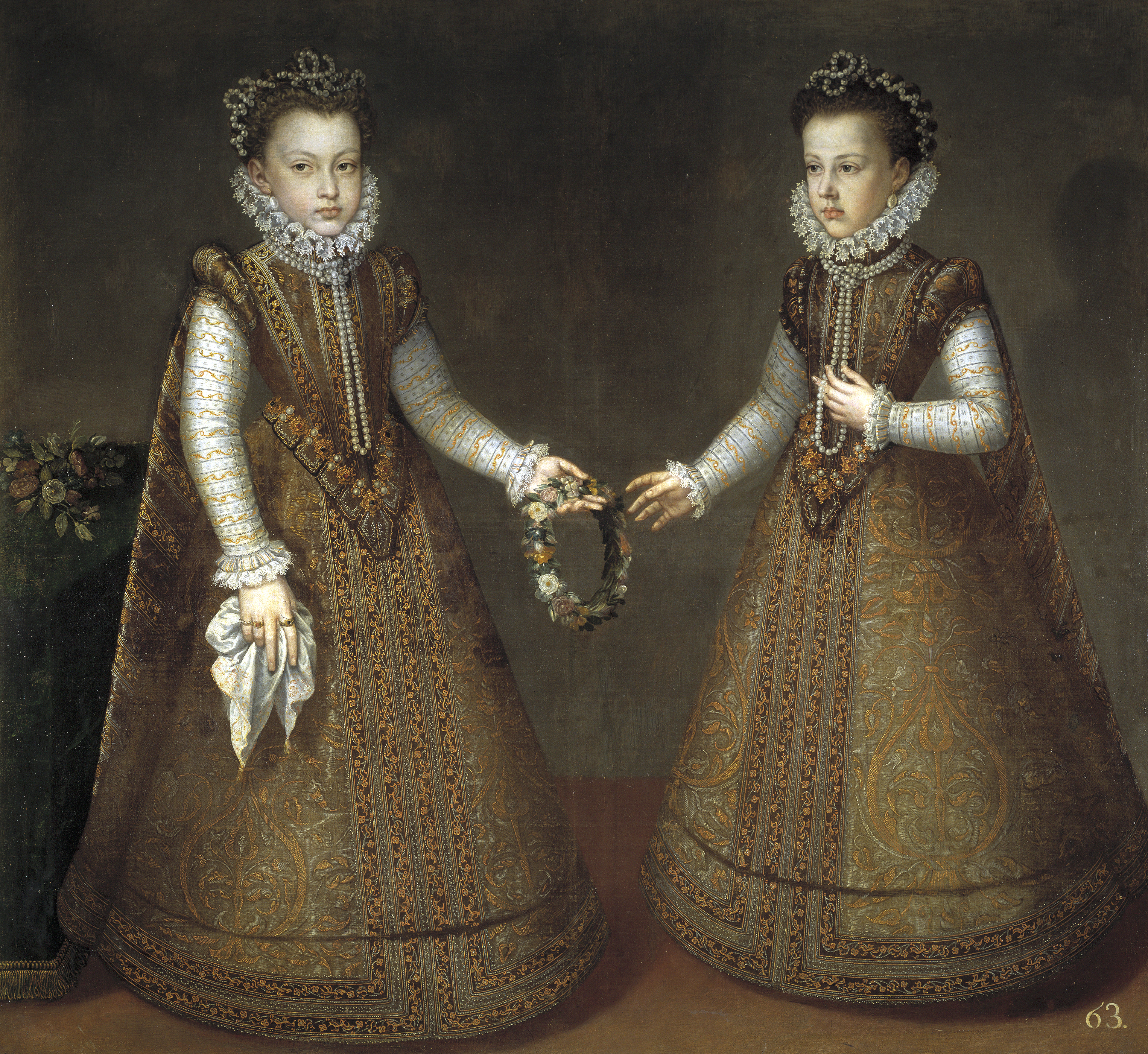
Les Infantes Isabelle-Claire-Eugénie et Catherine-Michelle, par Alonso Sánchez Coello en 1575.
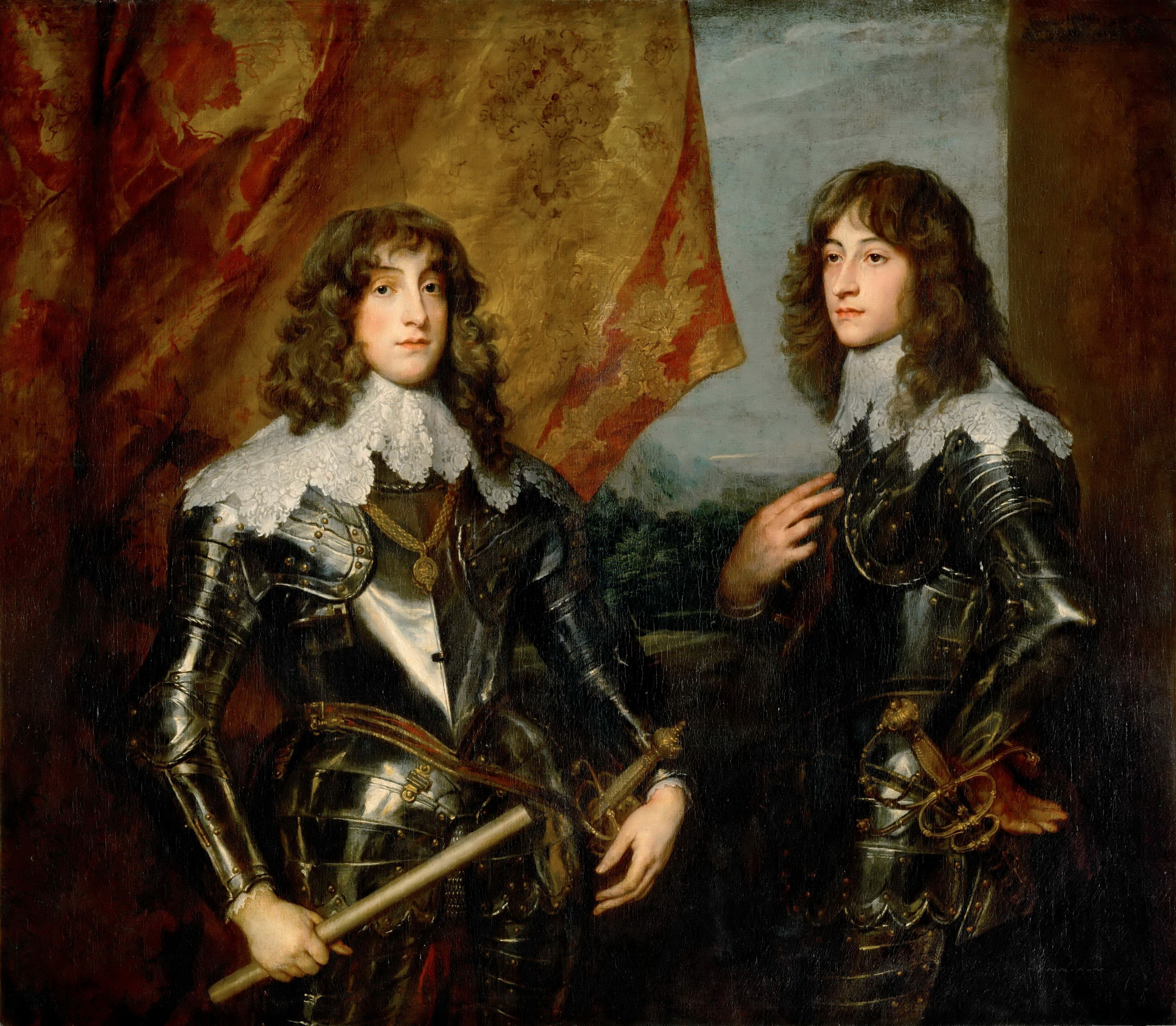
Portrait des princes palatins, par Antoine van Dyck en 1637.
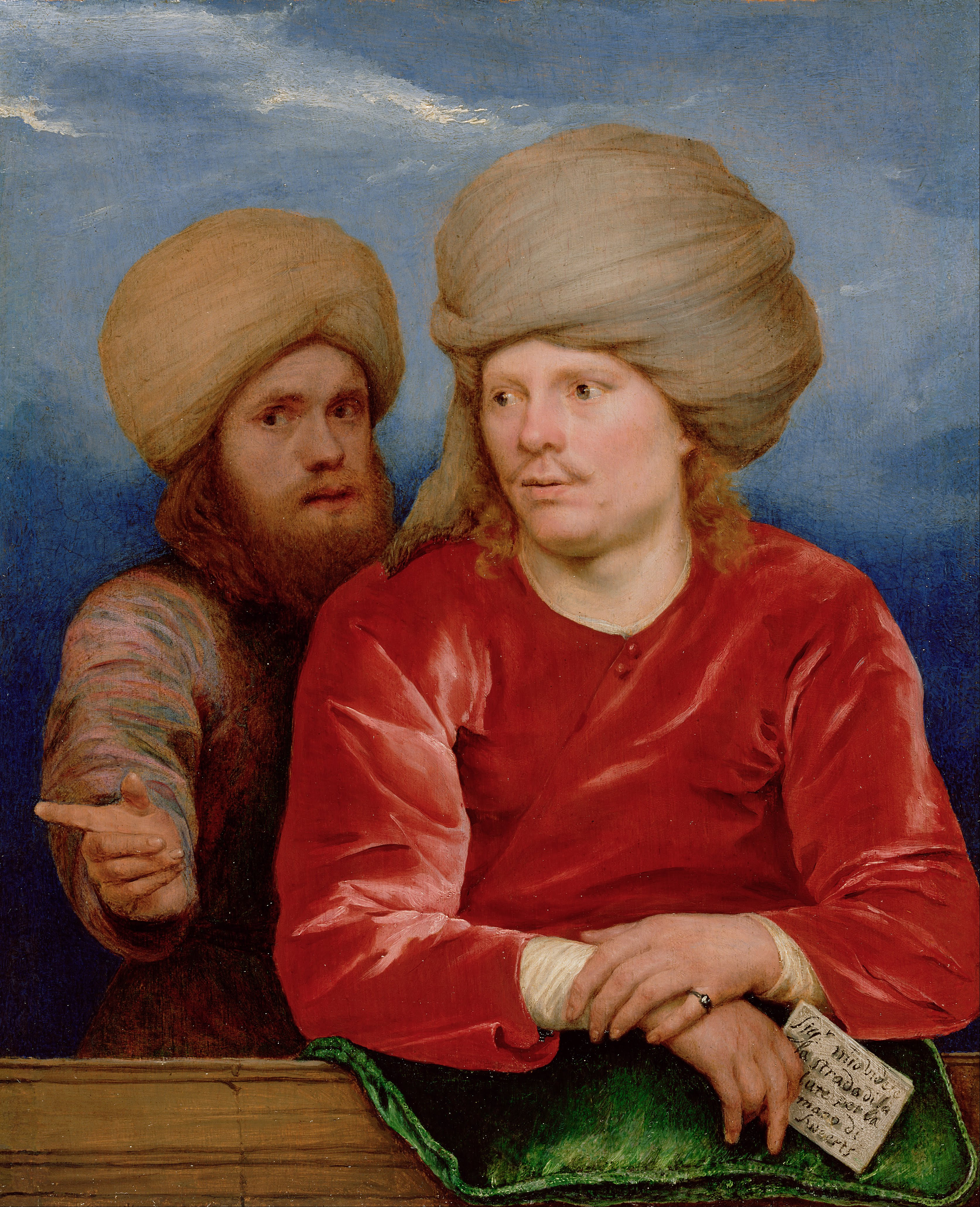
Double portrait d'hommes en turban, par Michael Sweerts en 1661-1662.

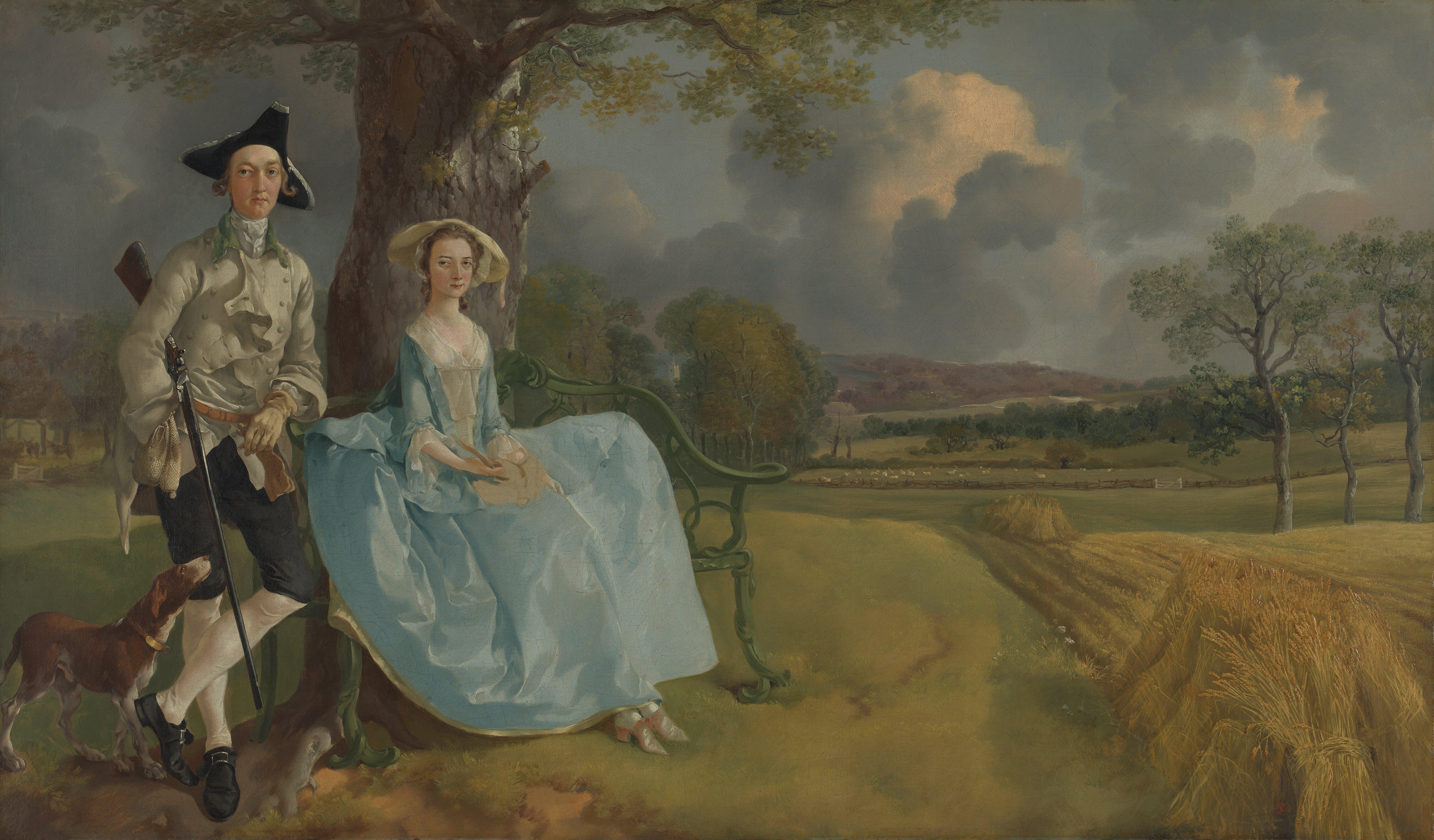
Les Époux Andrews, par Thomas Gainsborough vers 1750.
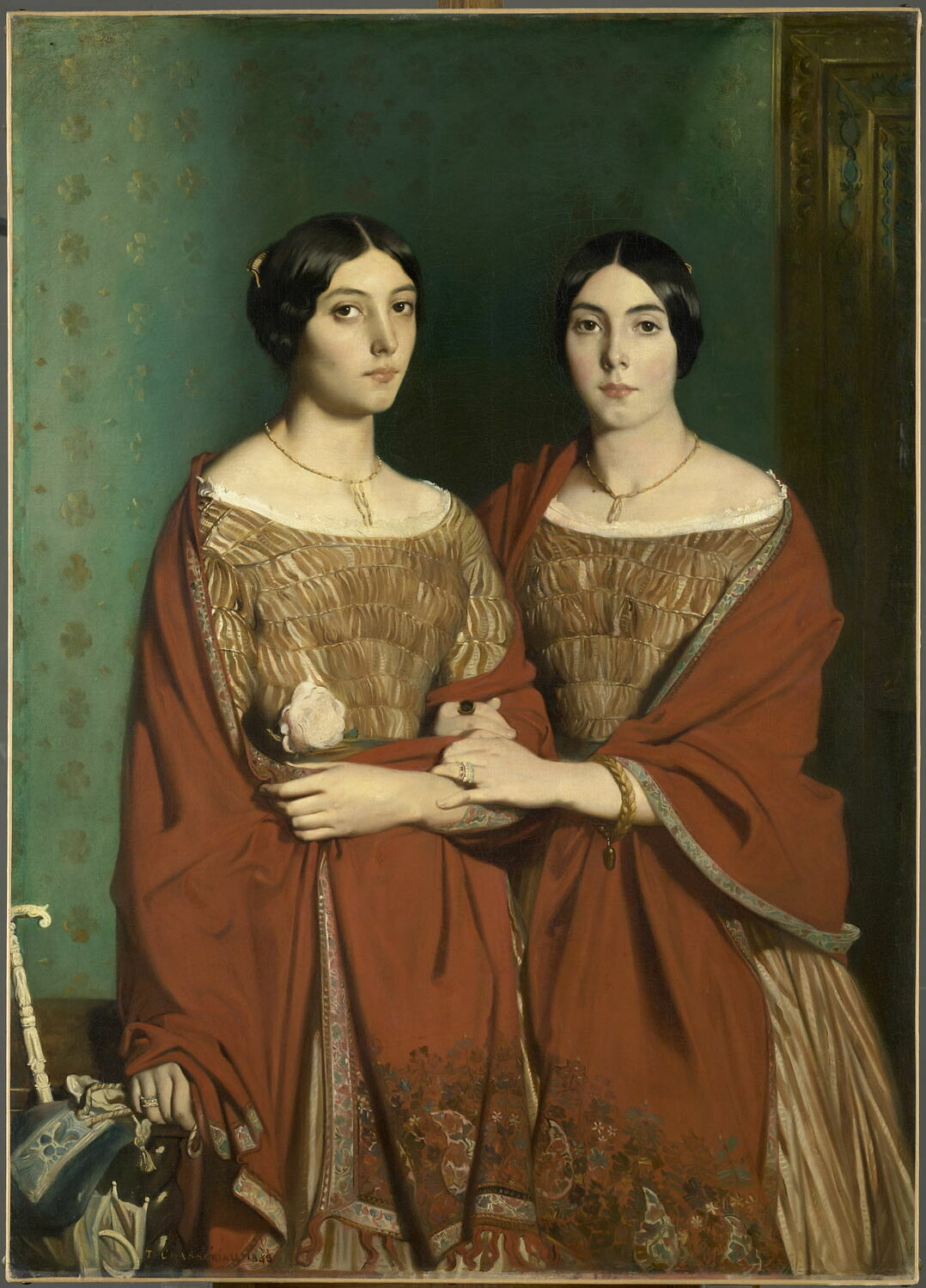
Les Deux Sœurs, par Théodore Chassériau en 1843.
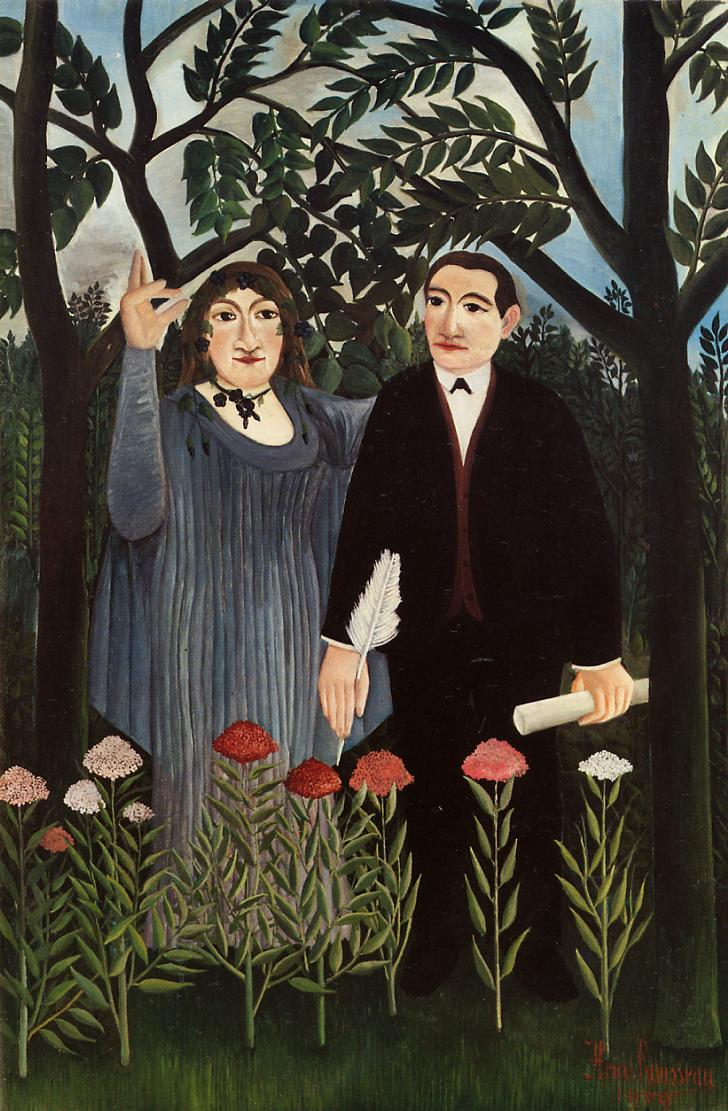
La Muse inspirant le poète, par Henri Rousseau en 1909.
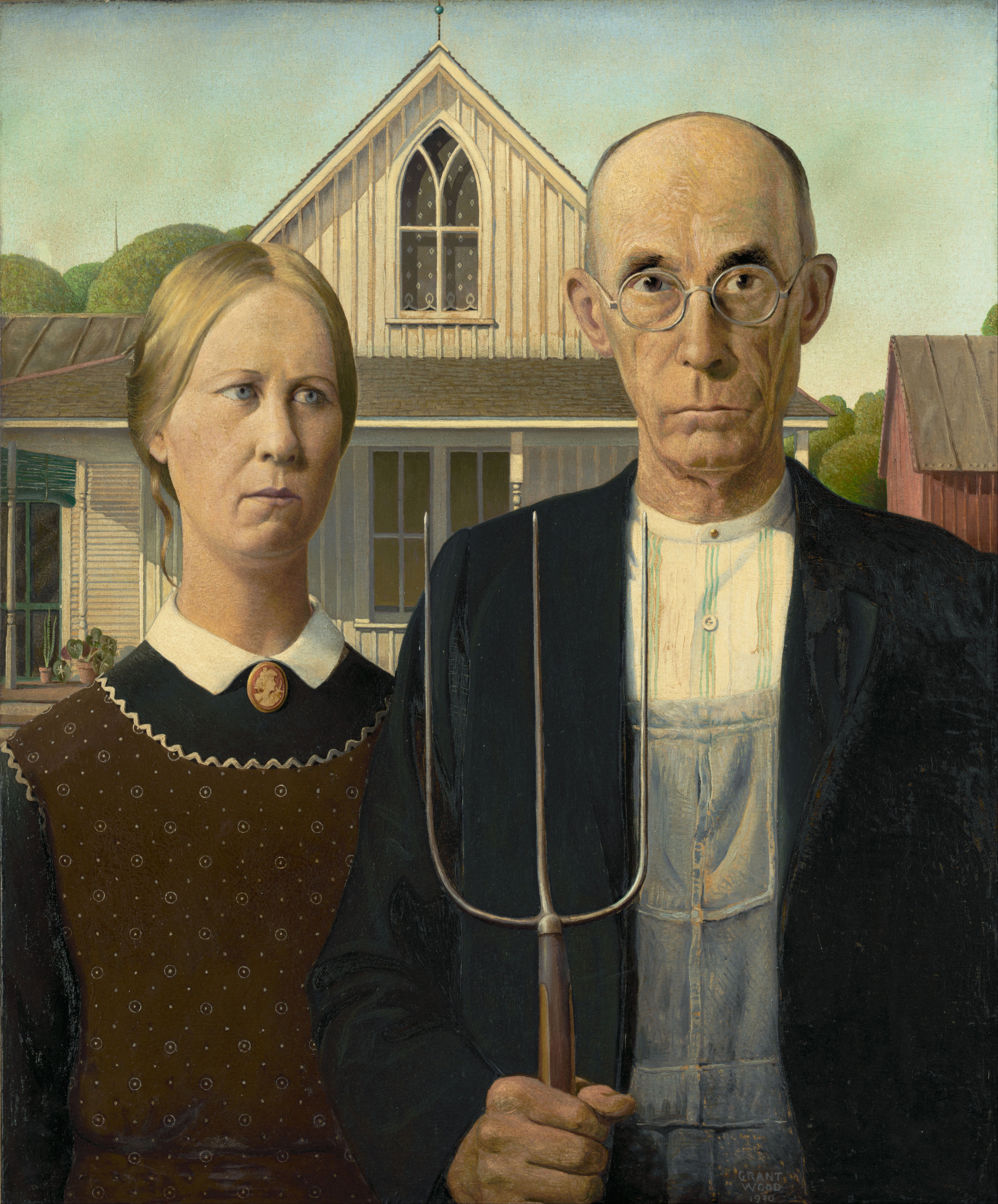
American Gothic, par Grant Wood en 1930.

Dans certains cas, l'artiste peintre est figuré sur le tableau ; il peut s'agir d'un "double portrait croisé", où deux peintres se sont représentés l'un l'autre, comme les frères Hippolyte et Paul Flandrin (1835), le couple Marie et Peder Severin Krøyer (1890), ou les sœurs Héloïse et Adèle-Anaïs Colin (1836). Dans leur « Double autoportrait », Jean-Baptiste de Champaigne a fait les dessins et Nicolas de Plattemontagne la peinture (1654).

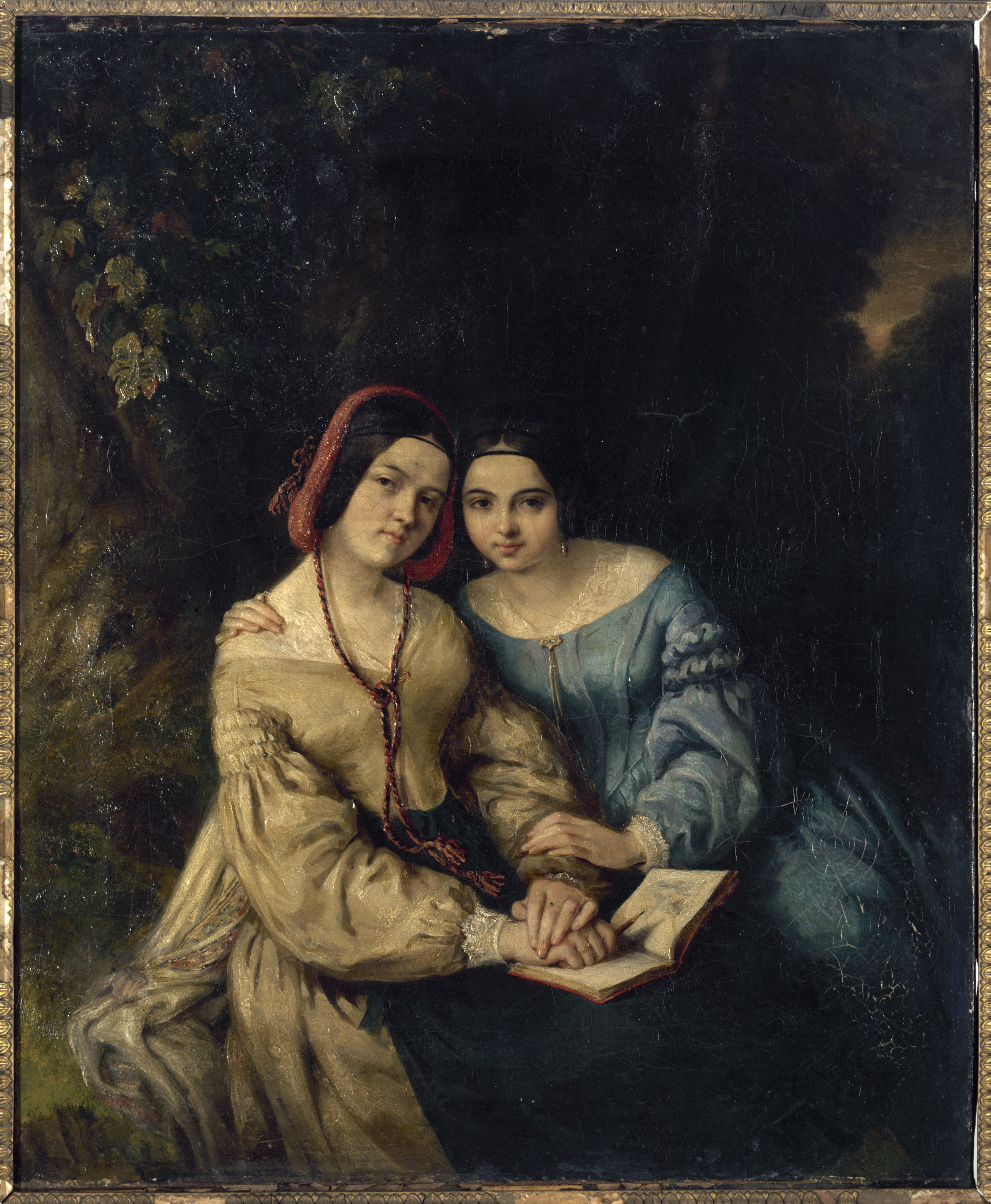
Héloïse et Anaïs Colin
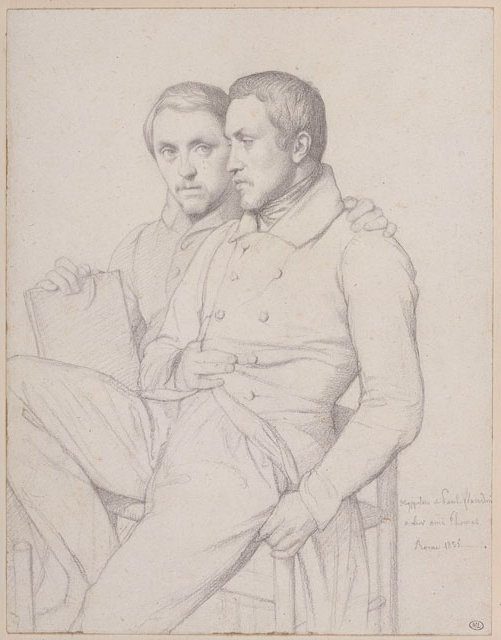
Hippolyte et Paul Flandrin
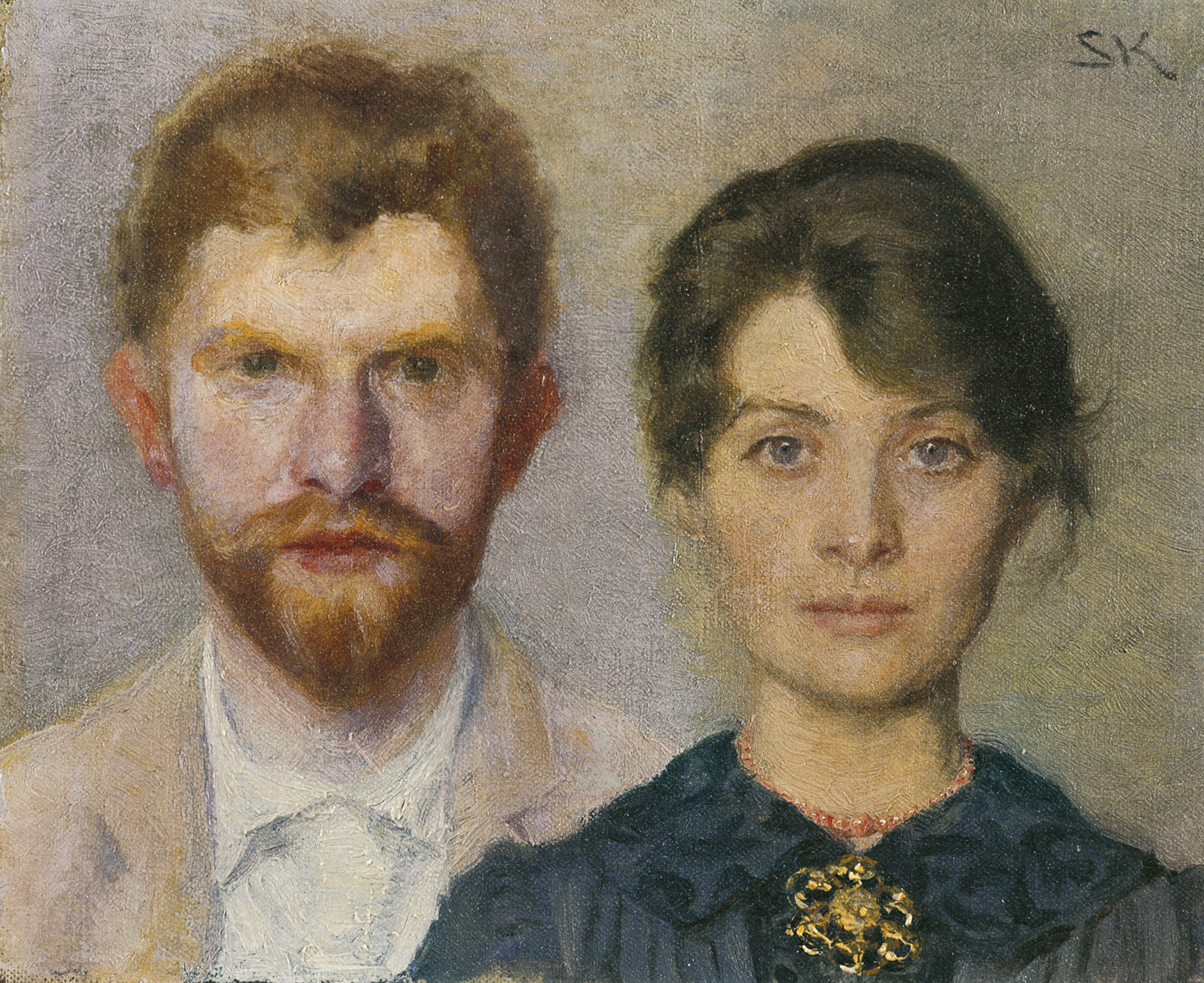
Peder Severin et Marie Krøyer
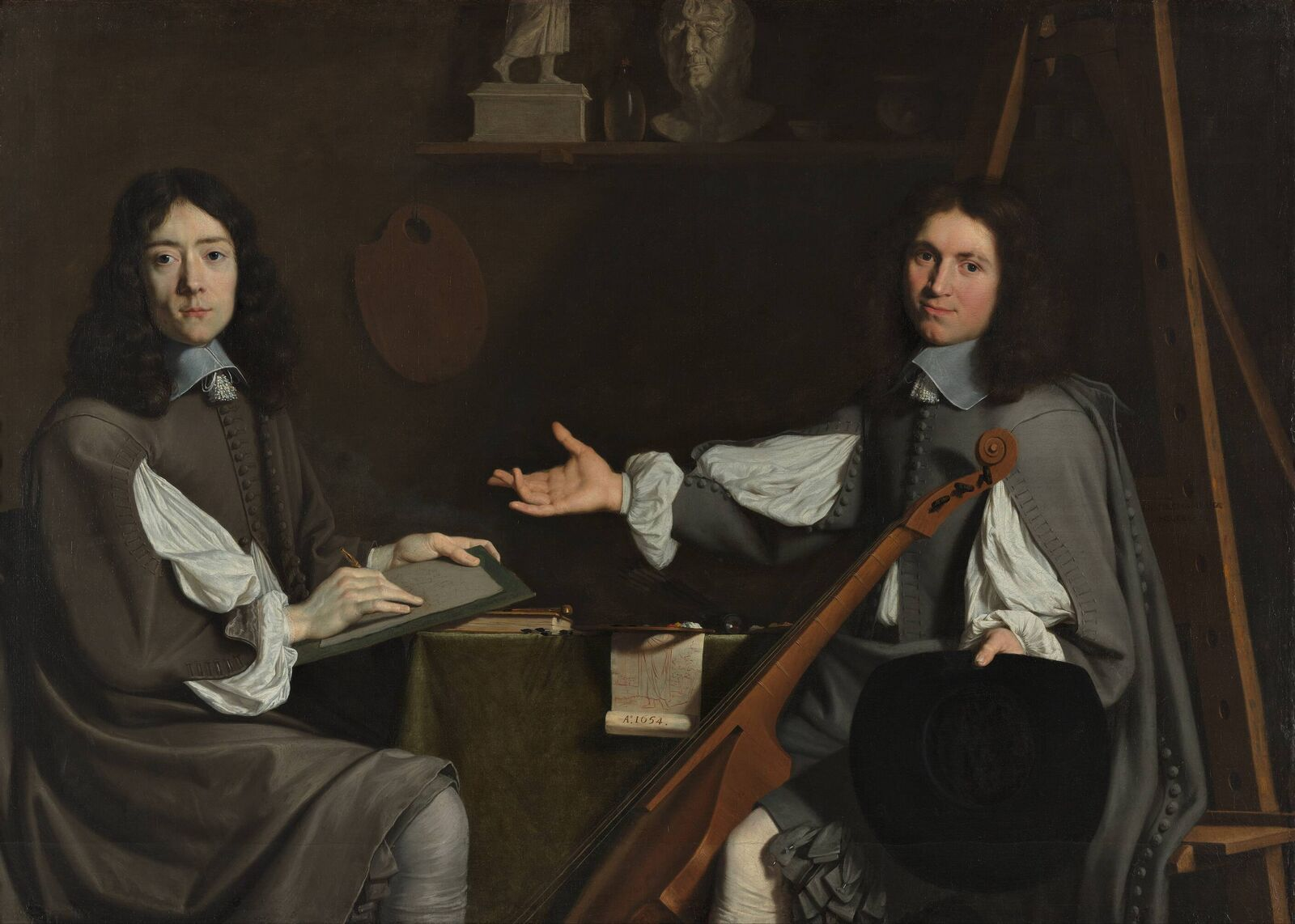
J.-B. de Champaigne et N. de Plattemontagne

Dans d'autres cas, il s'agit d'un autoportrait où l'artiste se fait accompagner d'une personne de son entourage, enfant, parent, frère ou sœur, épouse ou époux, ami ou amie, amant ou amante.

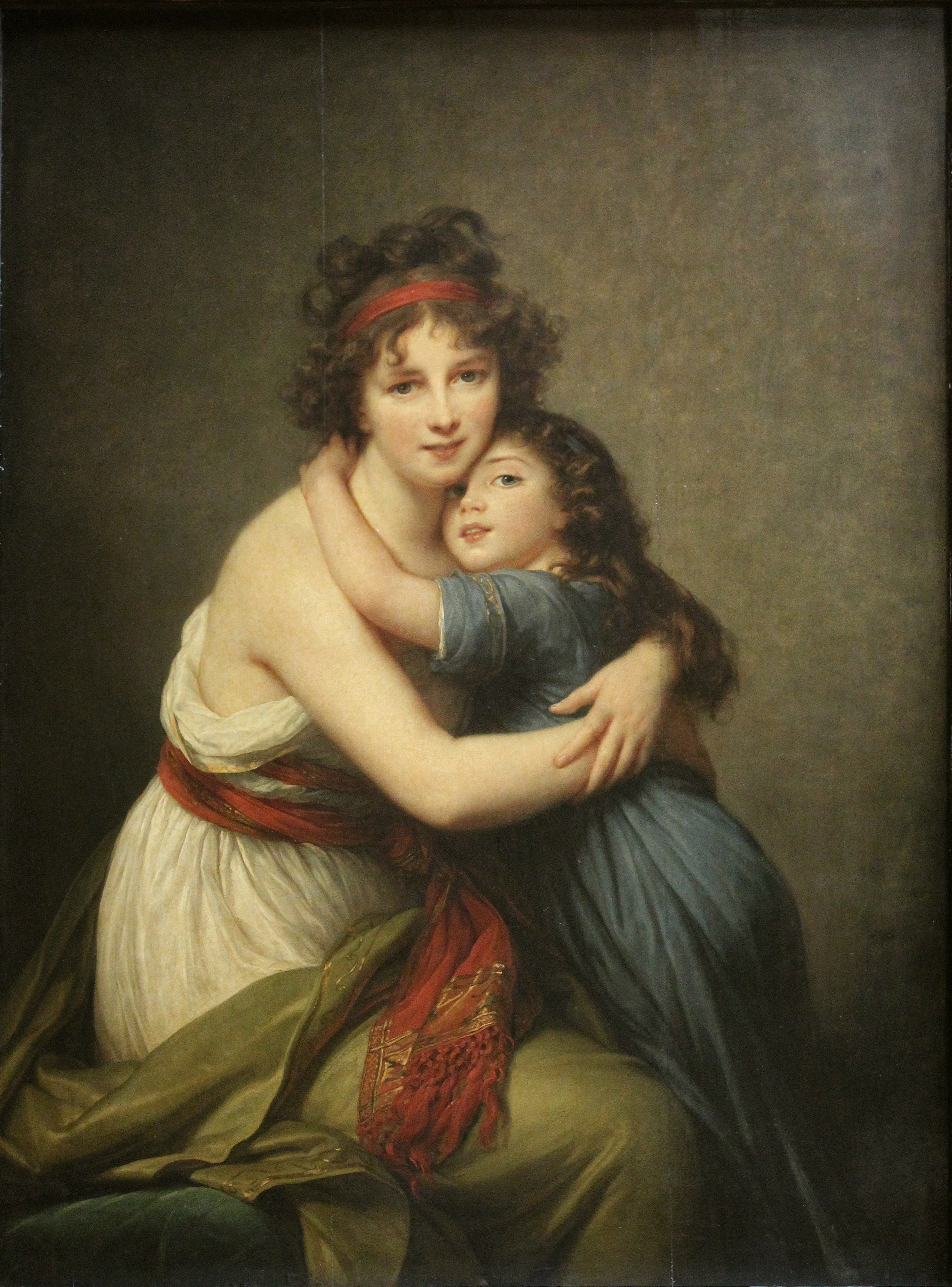
Élisabeth Vigée Le Brun avec sa fille Julie, 1789
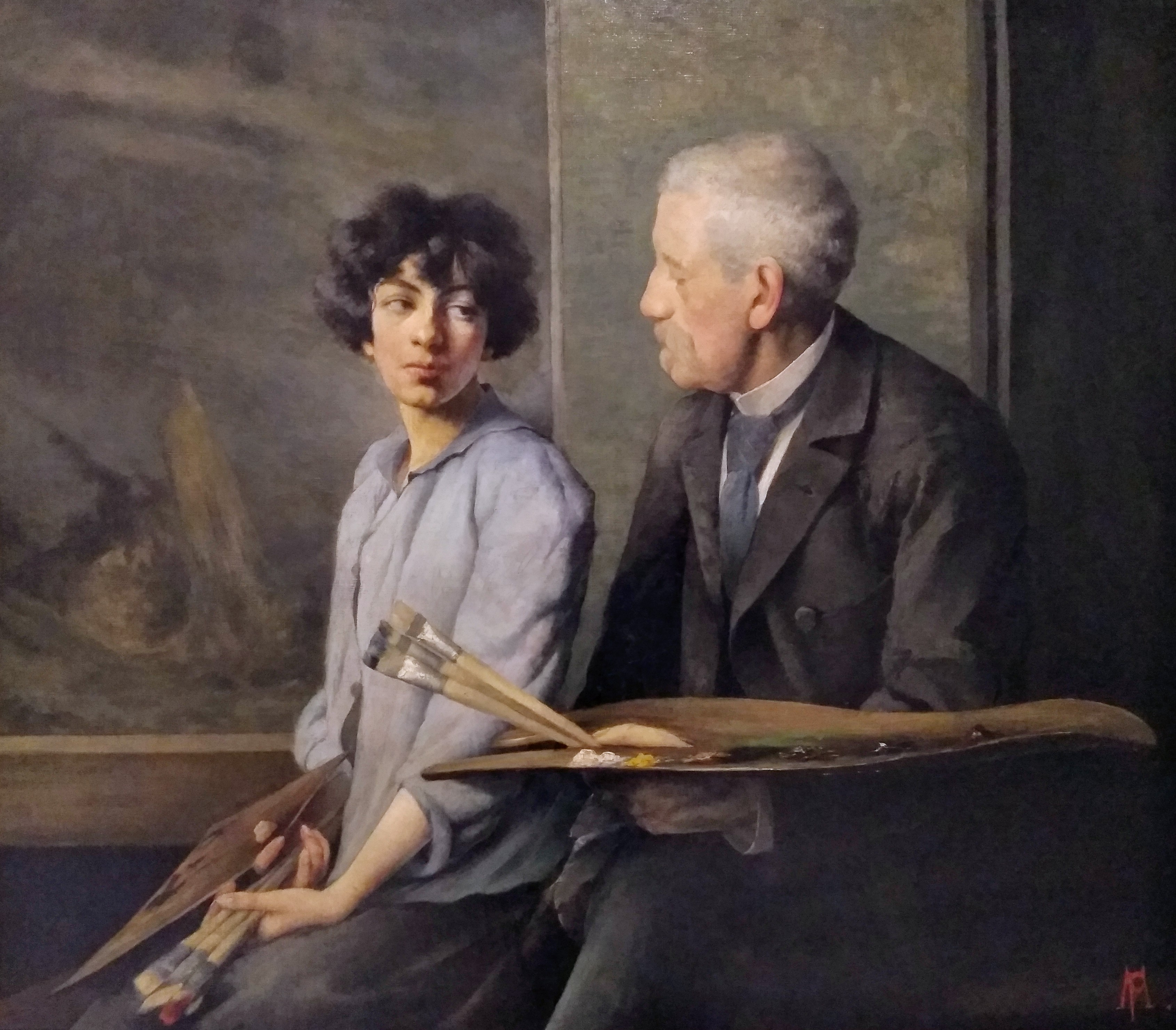
Josefina Mařáková avec son père Julius Mařák, 1896
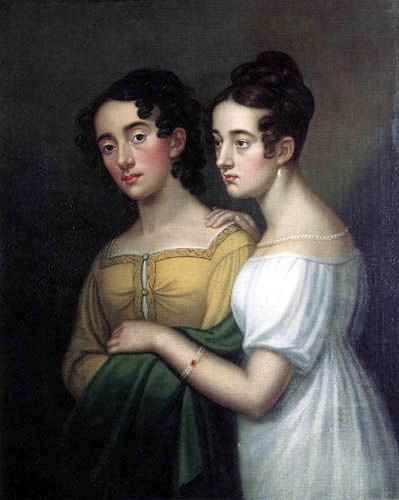
Caroline Bardua et sa sœur Wilhelmine, 1817
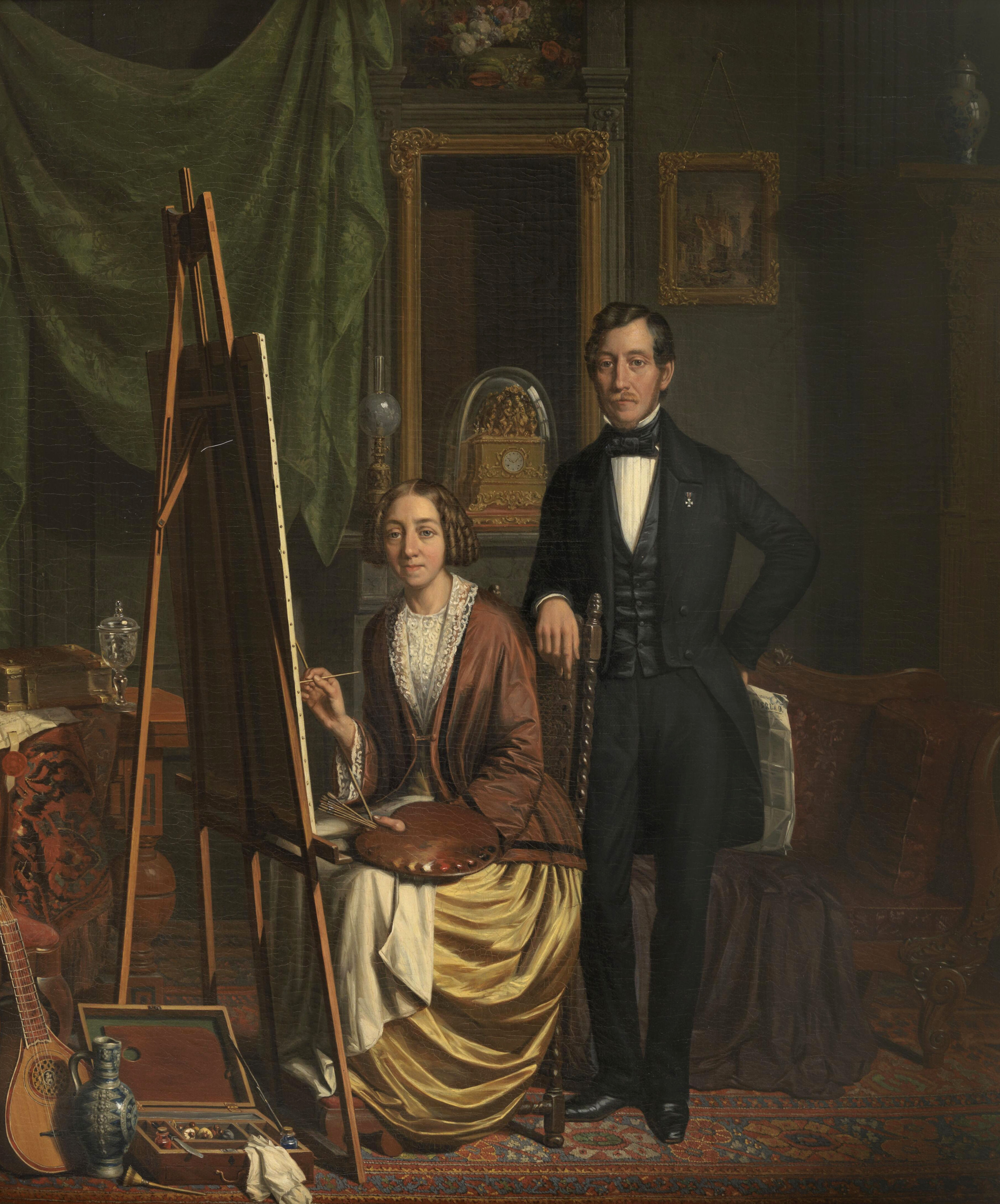
Elisabeth Kiers-Haanen (en) et son mari Petrus, 1845
Raphaël Autoportrait avec un ami, c.1519
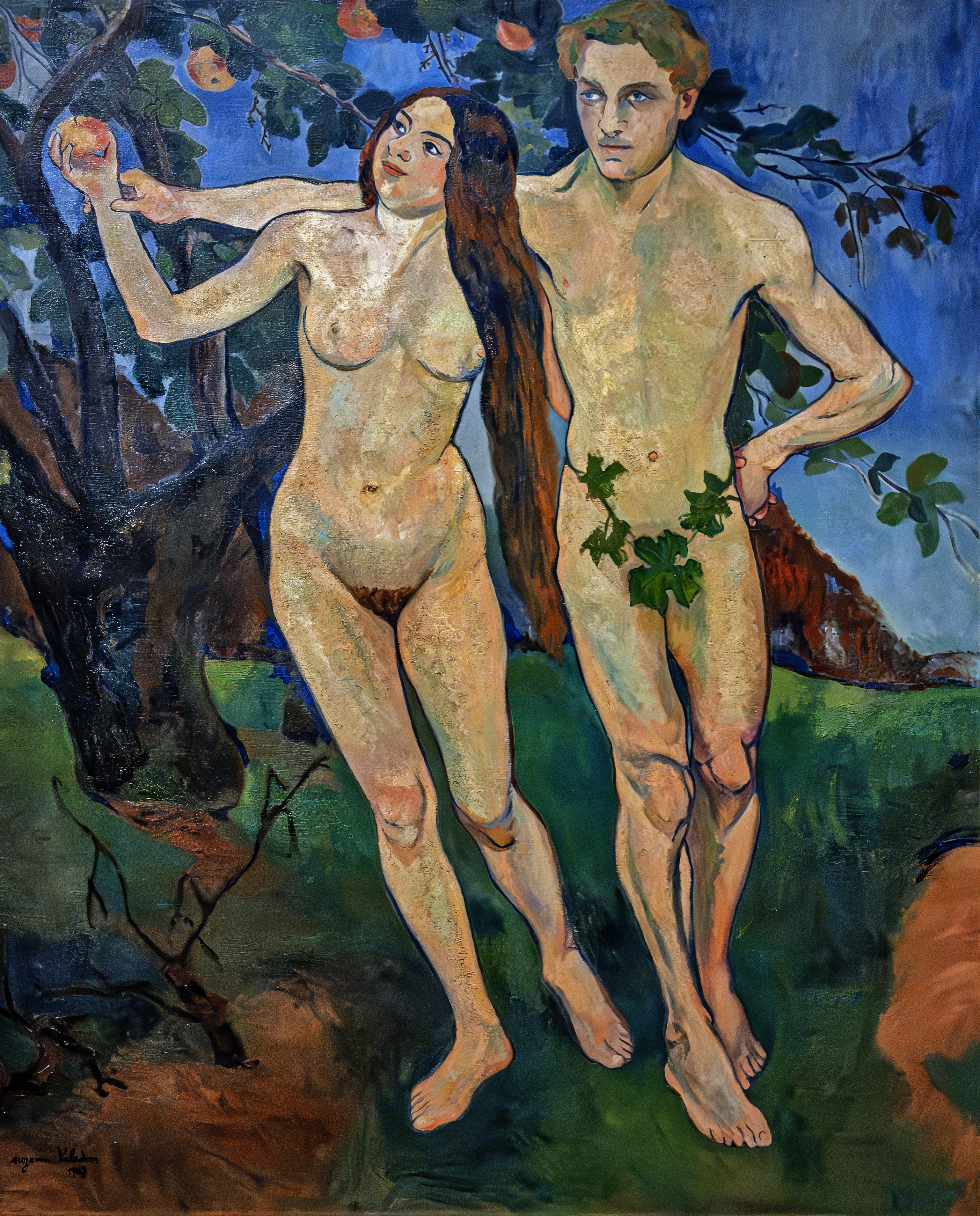
Suzanne Valadon, Adam et Ève, 1909

Quelquefois, l'artiste se représente en double, comme Ernst Ludwig Kirchner en 1914, Egon Schiele en 1915 ou Frida Kahlo en 1939 (Les Deux Fridas).

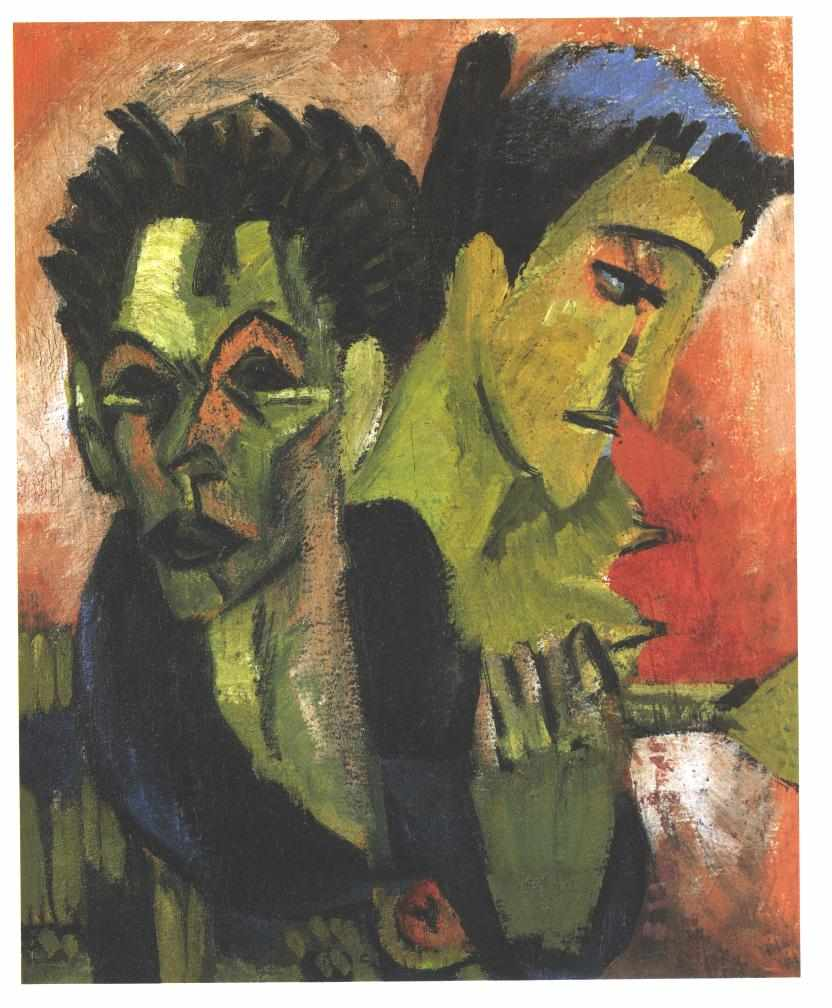
Ernst Ludwig Kirchner
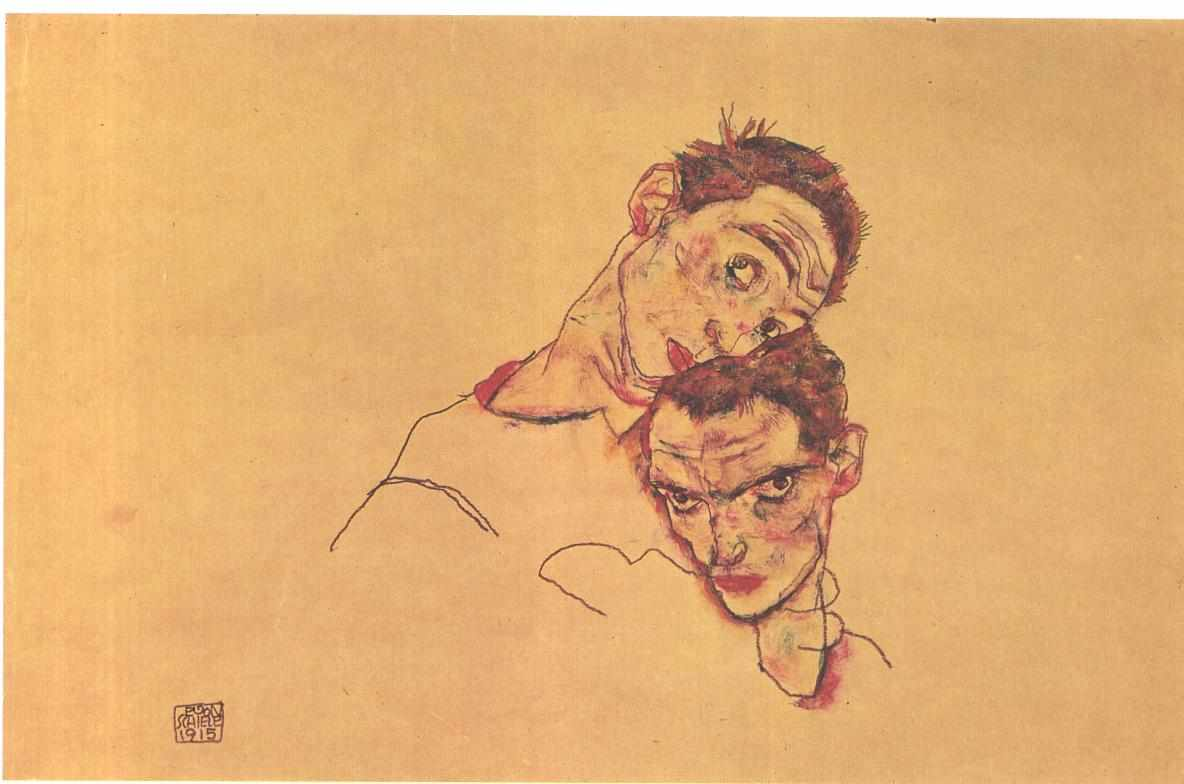
Egon Schiele

## Photographie
Les doubles portraits photographiques sont innombrables, les plus reproduits étant ceux des couples princiers pris le jour de leur mariage. Il existe de rares cas d'autoportraits.  

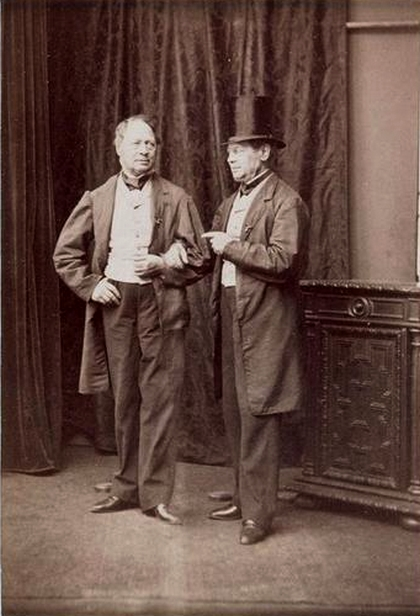
Double autoportrait en pied d'Hippolyte Bayard, c.1865
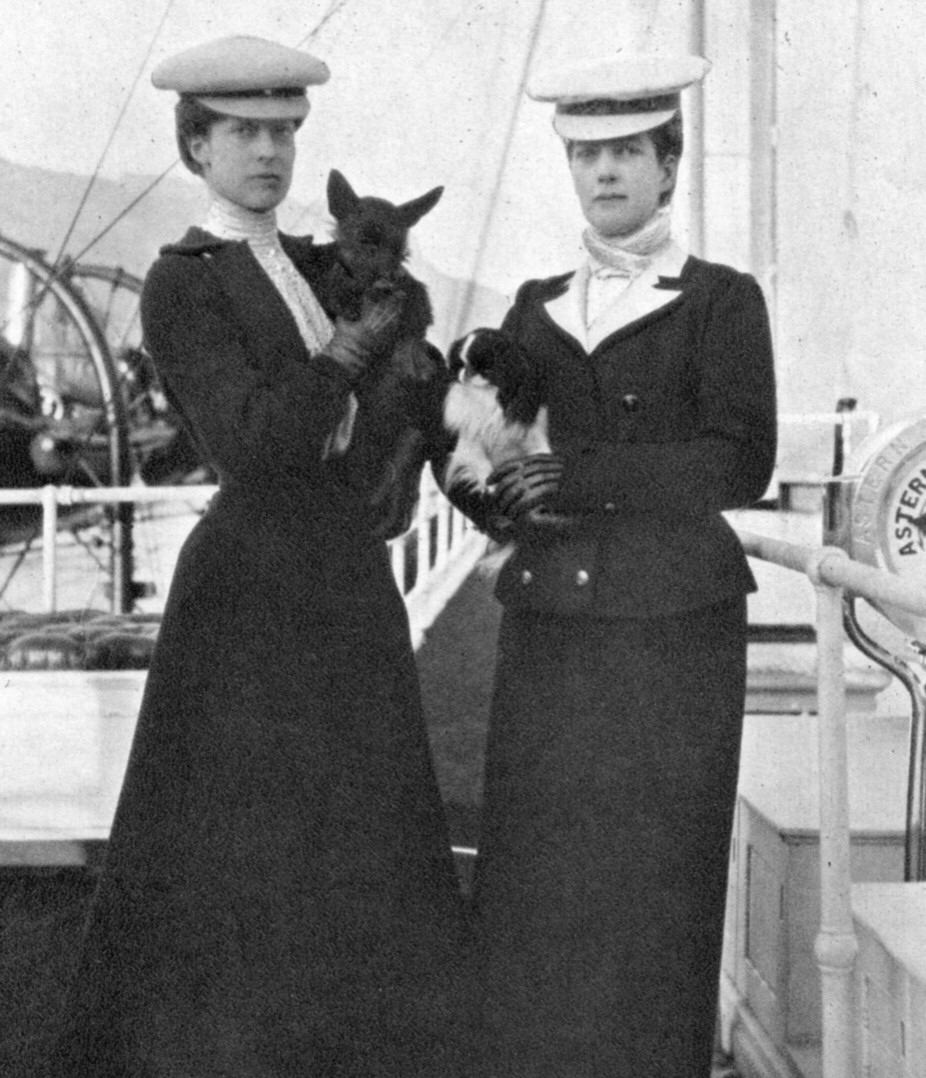
La reine Alexandra et sa fille Victoria, autoportrait, c.1902
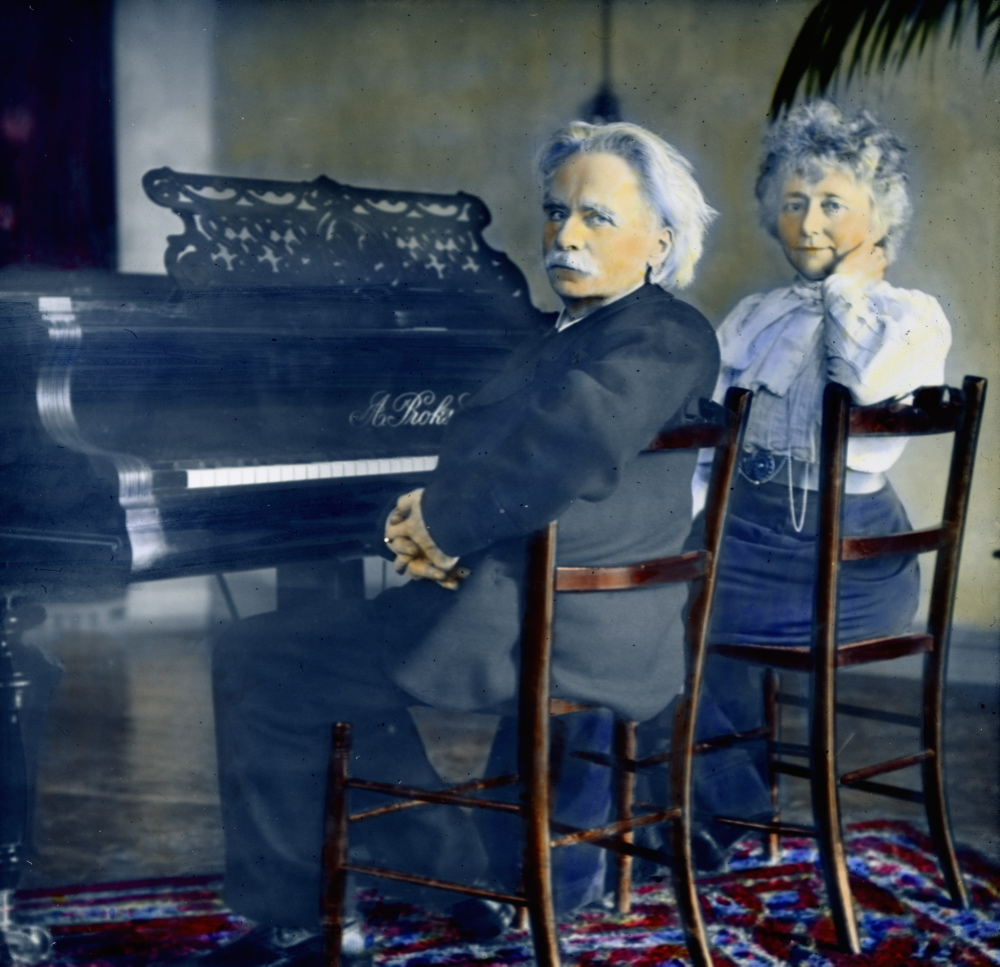
Edvard Grieg et sa femme Nina, 1906 (colorée à la main)
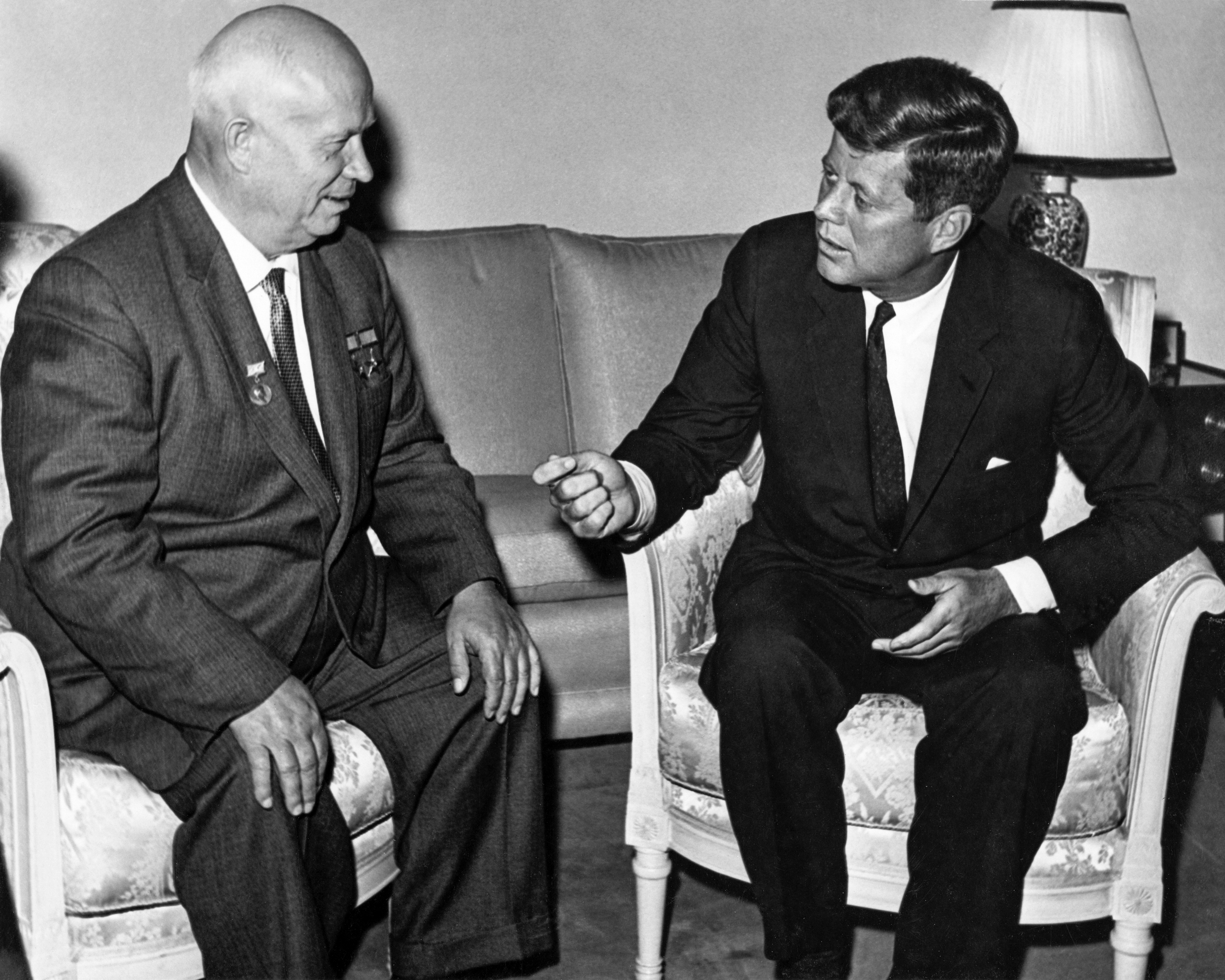
Nikita Khrouchtchev et John Fitzgerald Kennedy, 1961